# Хименес, Мигель

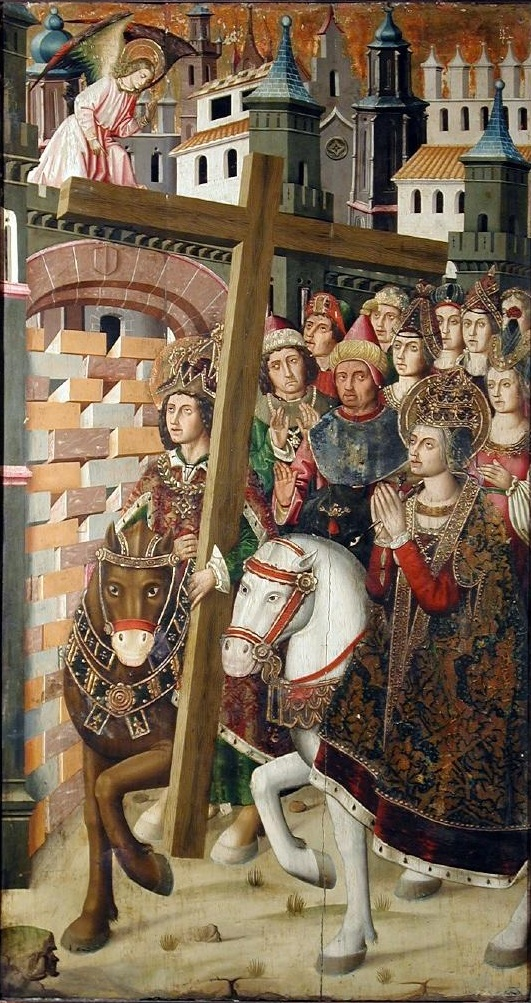
Мигель Хименес и Мартин Бернат. Святые Елена и Ираклий, несущие святой крест в Иерусалим. Сарагоса, 1481

Миге́ль Химе́нес (исп. Miguel Ximénez, род. в Пареха) — испанский художник XV в., принадлежал к испано-фламандской школе, представитель готики.

## Биография
Работал в основном в королевстве Арагон. Годы активности — 1462—1505. Сотрудничал в Сарагосе с Хуаном де Бонильей, Мартином Бернатом и Бартоломе Бермехо, в последние годы жизни с ним работали его сыновья Хуан и Хайме. В 1484 году назначен придворным живописцем Фердинанда II Арагонского.

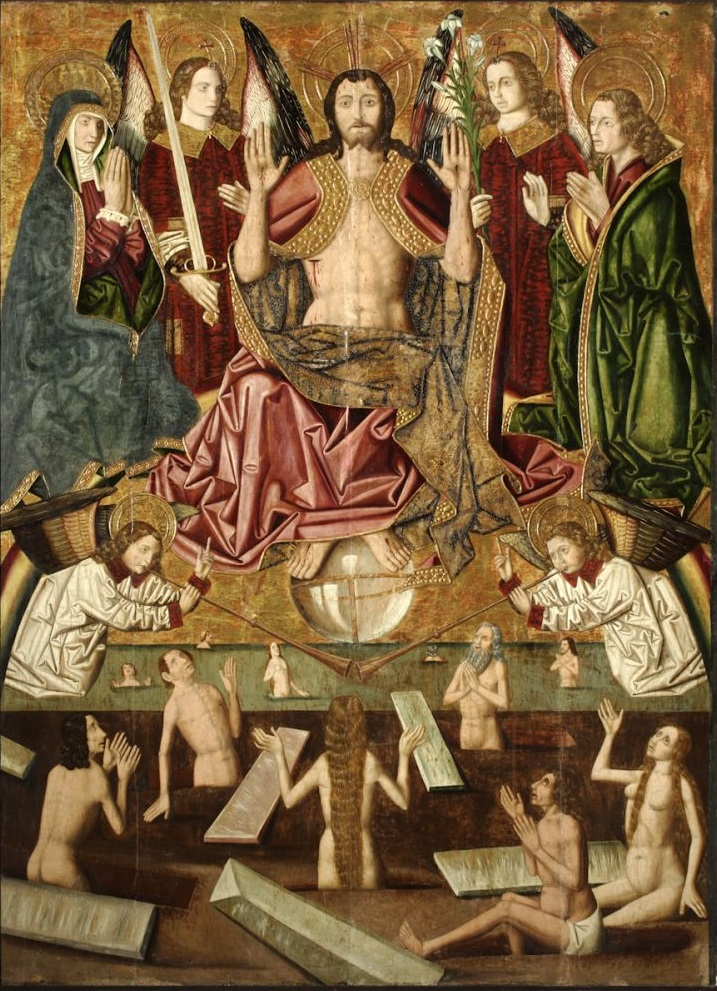
Мигель Хименес. Страшный суд. Сарагоса, конец XV в.

## Произведения
Ему принадлежат ретабло в храмах и монастырях Сарагосы, Блесы, Сихены, Тамарите-де-Литера (вместе с сыновьями; исчез в годы гражданской войны) и др. Большинство их теперь находятся в музее Сарагосы, а также в Прадо, Национальном музее искусства Каталонии в Барселоне, в художественном музее Филадельфии и др.